# Skorup Kirke
Skorup kirke er en kirke i Silkeborg Provsti (Århus Stift). Kirken og sognet ligger mellem Fårvang og Thorsø, i Silkeborg Kommune, (før 2007 Gjern Kommune); indtil Kommunalreformen i 1970 lå det i Gjern Herred (Skanderborg Amt).
Kor og skib er opført i romansk tid af granitkvadre over skråkantsokkel. Murværket blev kraftigt omsat i 1856, ved denne omsætning forsvandt de oprindelige døre og andre enkeltheder, enkelte karmsten ses i murværket, desuden ses en tympanon på kirkegården og en søjlekapitæl. Portalresterne tyder på tilknytning til portalerne i Linå Kirke. Våbenhuset mod vest og tagrytteren stammer fra 1887, i våbenhuset er ophængt flere gravsten.
Kor og skib har flade trælofter. I korbuen er indsat to kragsten, den søndre har slyngornamenter. Altertavlen er fra 1635 med våben for Mogens Høg og hans to hustruer, Helvig Lindenov og Christence Rosenkrantz, tavlen er beslægtet med tavlerne i Vrads Kirke og Funder Kirke. Et altertavlemaleri af T.M.Jensen fra 1856 er ophængt i kirken. Prædikestolen i nygotik er fra midten af 1800-tallet.
Granitfonten er af nyere dato. Fonten i Tvilum Kirke kan ifølge Mouritz Mackeprang stamme fra Skorup, ifølge Danmarks Kirker skulle Skorups romanske granitfont stå i Søbygårds have.
På siden Epitafier og gravsten kan man se slægtstavler for Mogens Høg og hans hustruer

- Kirkerummet set mod øst
- Døbefont
- Korbuekragsten mod syd
- Tympanon på kirkegården

## Eksterne kilder og henvisninger
- Wikimedia Commons har flere filer relateret til Skorup Kirke
- Skorup Kirke Arkiveret 31. januar 2011 hos  Wayback Machine hos nordenskirker.dk
- Skorup Kirke hos KortTilKirken.dk
- Skorup Kirke hos danmarkskirker.natmus.dk (Danmarks Kirker, Nationalmuseet)